# Papežský palác v Avignonu

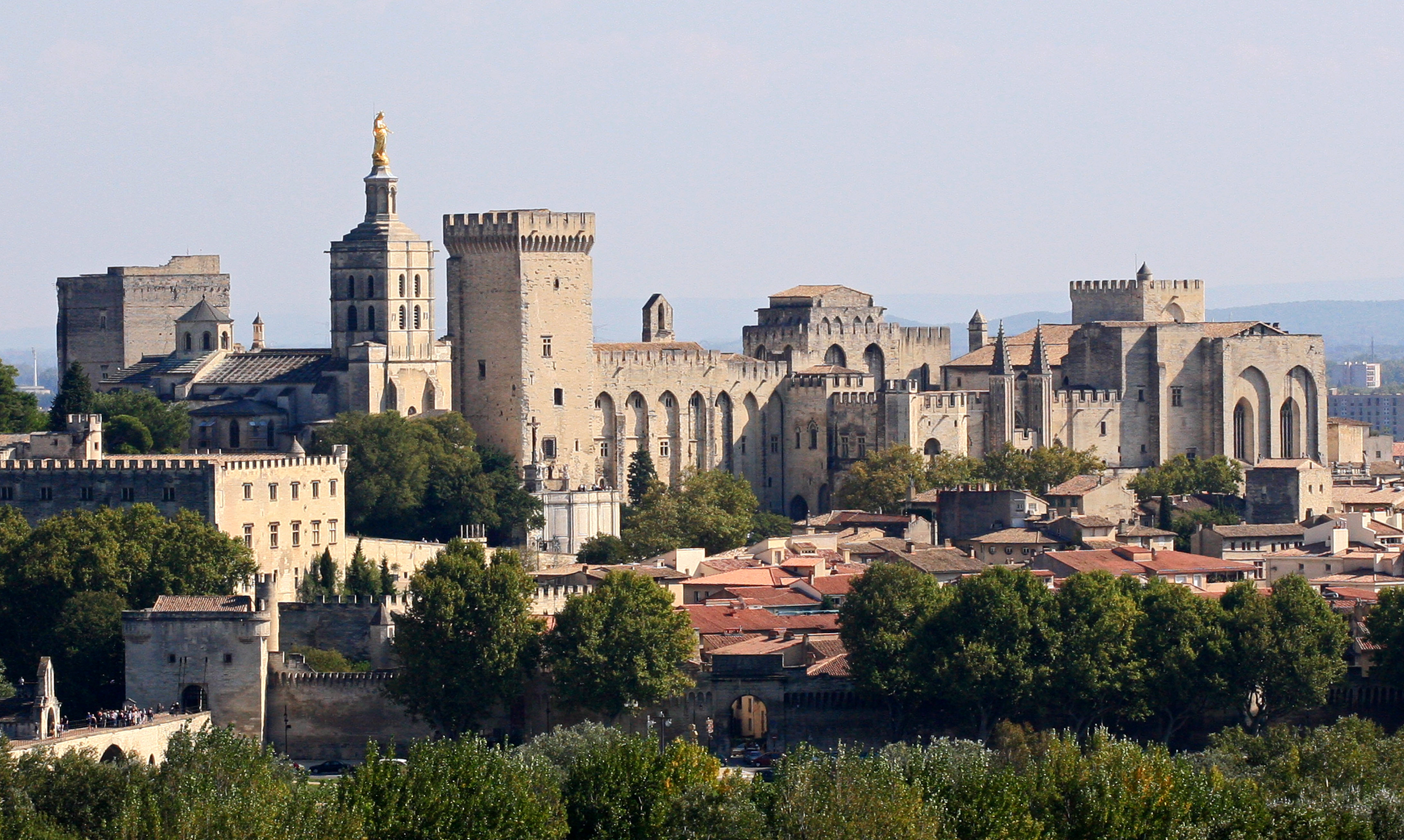
Papežský palác, vlevo katedrála

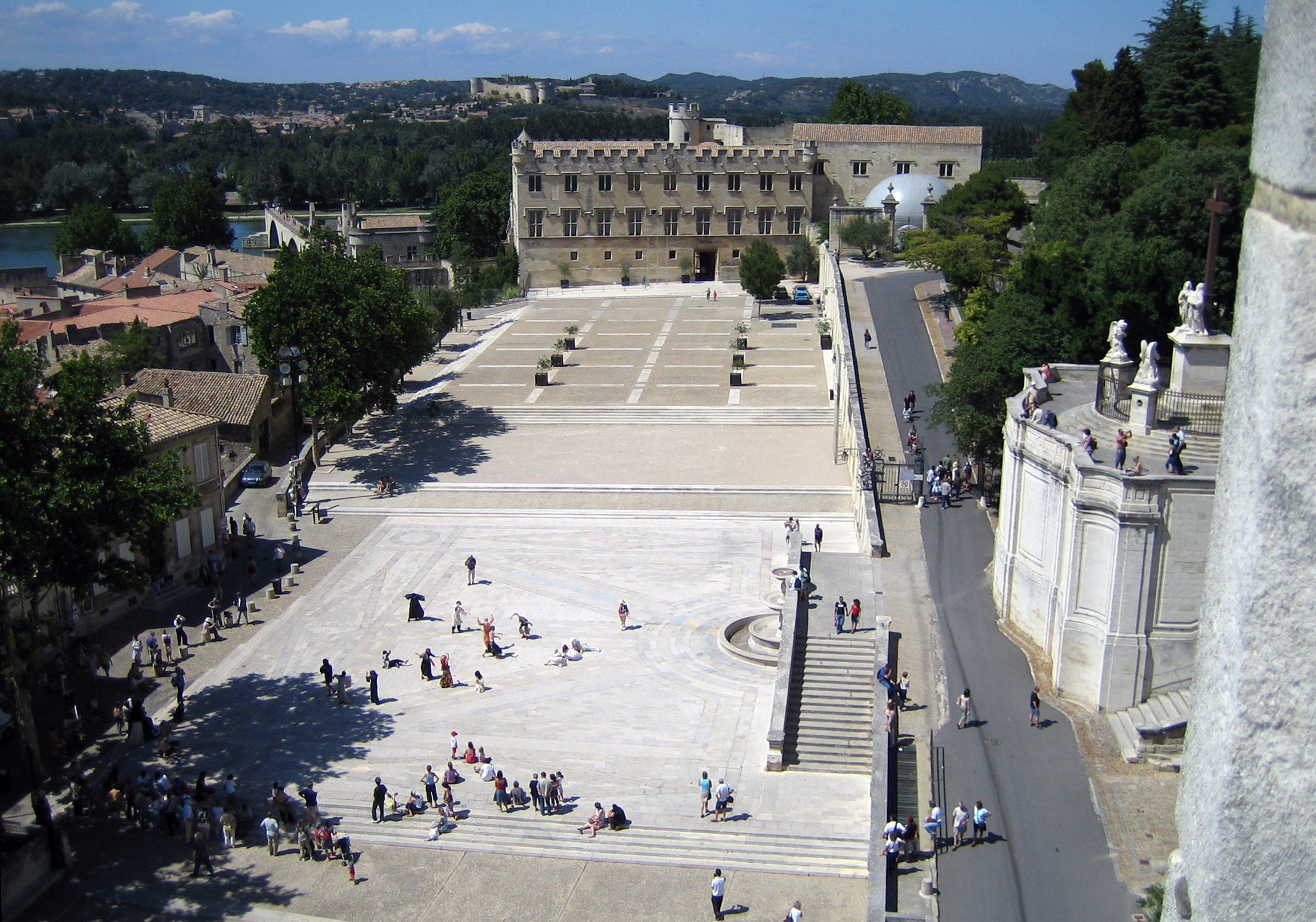
V pozadí "Malý palác", nalevo řeka Rhona a torzo mostu.

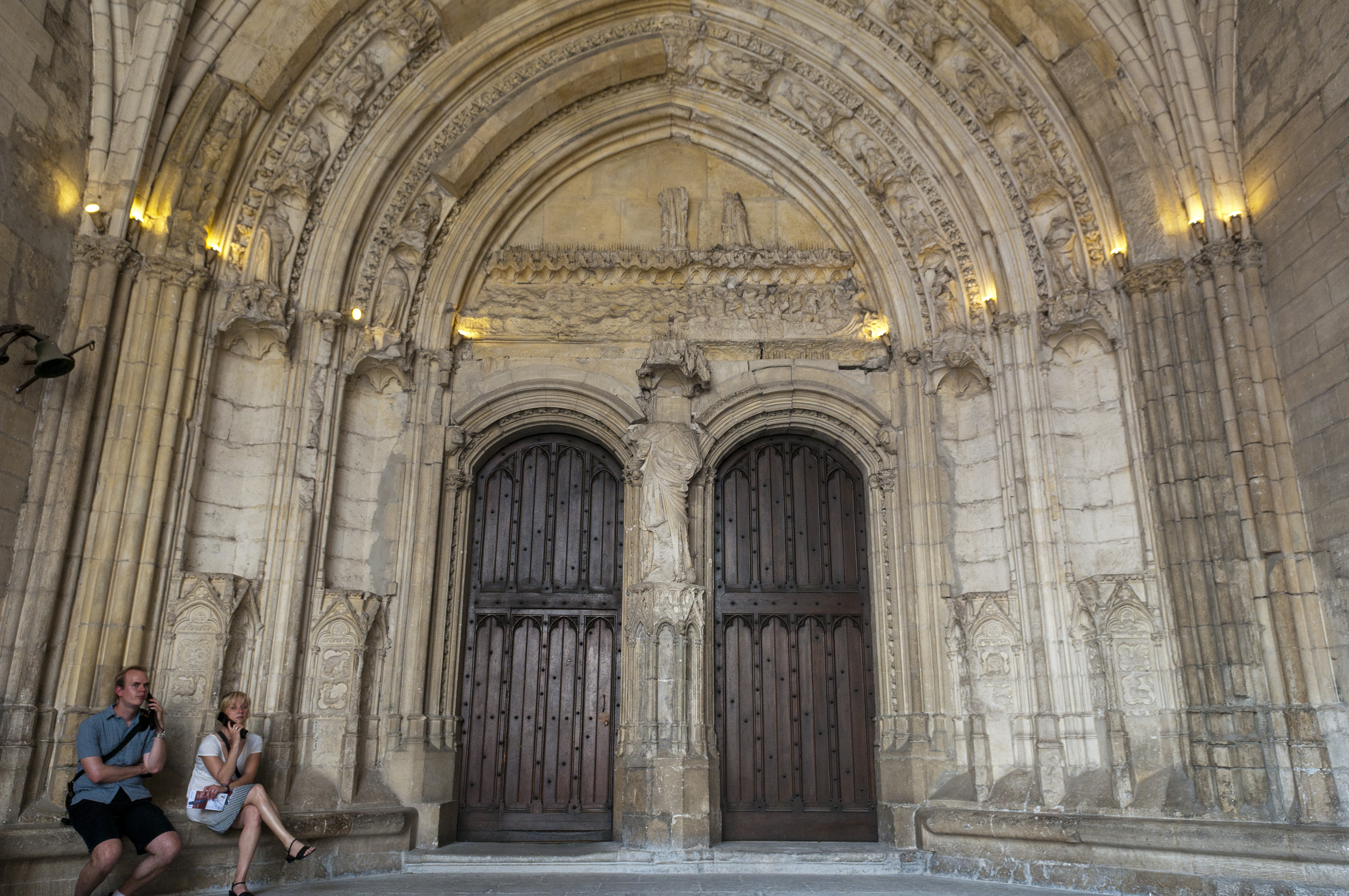
Palác, portál Velké kaple

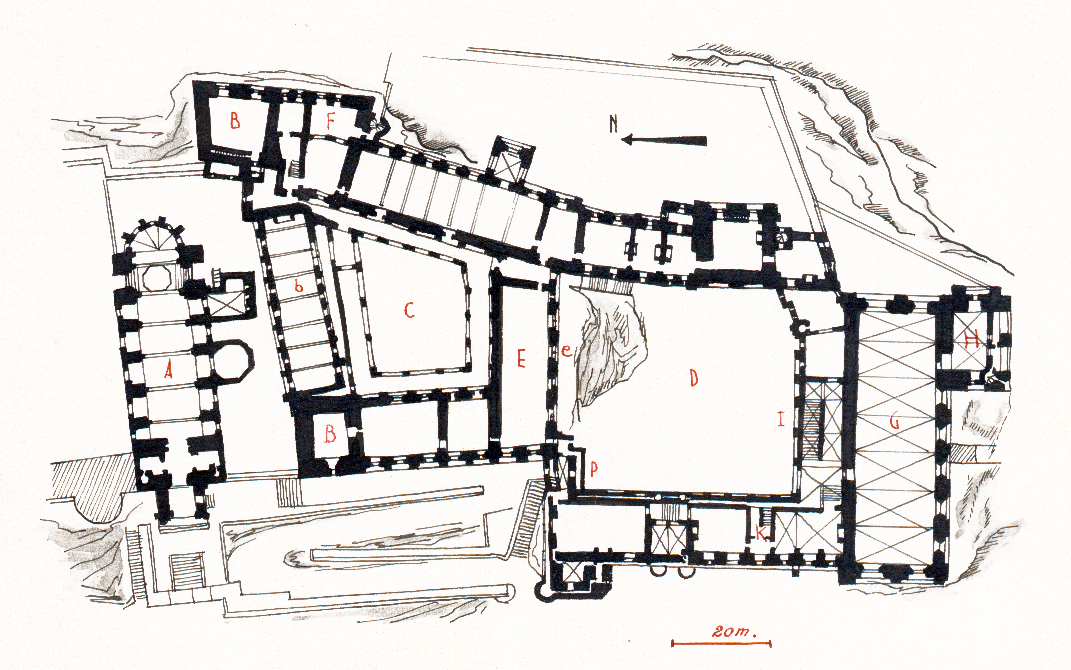
Půdorys paláce: A – katedrála; B, H – věže; C – rajský dvůr; D – čestný dvůr; E – obytné křídlo; G – velká kaple; I – slavnostní schodiště

Papežský palác v Avignonu byl v letech 1335–1378 rezidencí papežů a do roku 1430 vzdoropapežů. V roce 1309 přesídlením papeže Klementa V. do Avignonu začalo tzv. avignonské zajetí. Ve městě poté pobývalo šest dalších papežů a pět vzdoropapežů. Palác je spolu s místní katedrálou, Avignonským mostem a historickým centrem města na seznamu světového dědictví.

## Historie
Avignon byl provinčním městem, když se v roce 1309 stal díky tzv. avignonskému zajetí papeže jedním z evropských mocenských center. Následkem byla rychlá a radikální přeměna města. Ve dvou stavebních fázích pak vznikl rozsáhlý palácový komplex jako sídlo papeže. Zvenčí připomíná pevnost, vnitřek se blíží více hradu či zámku.

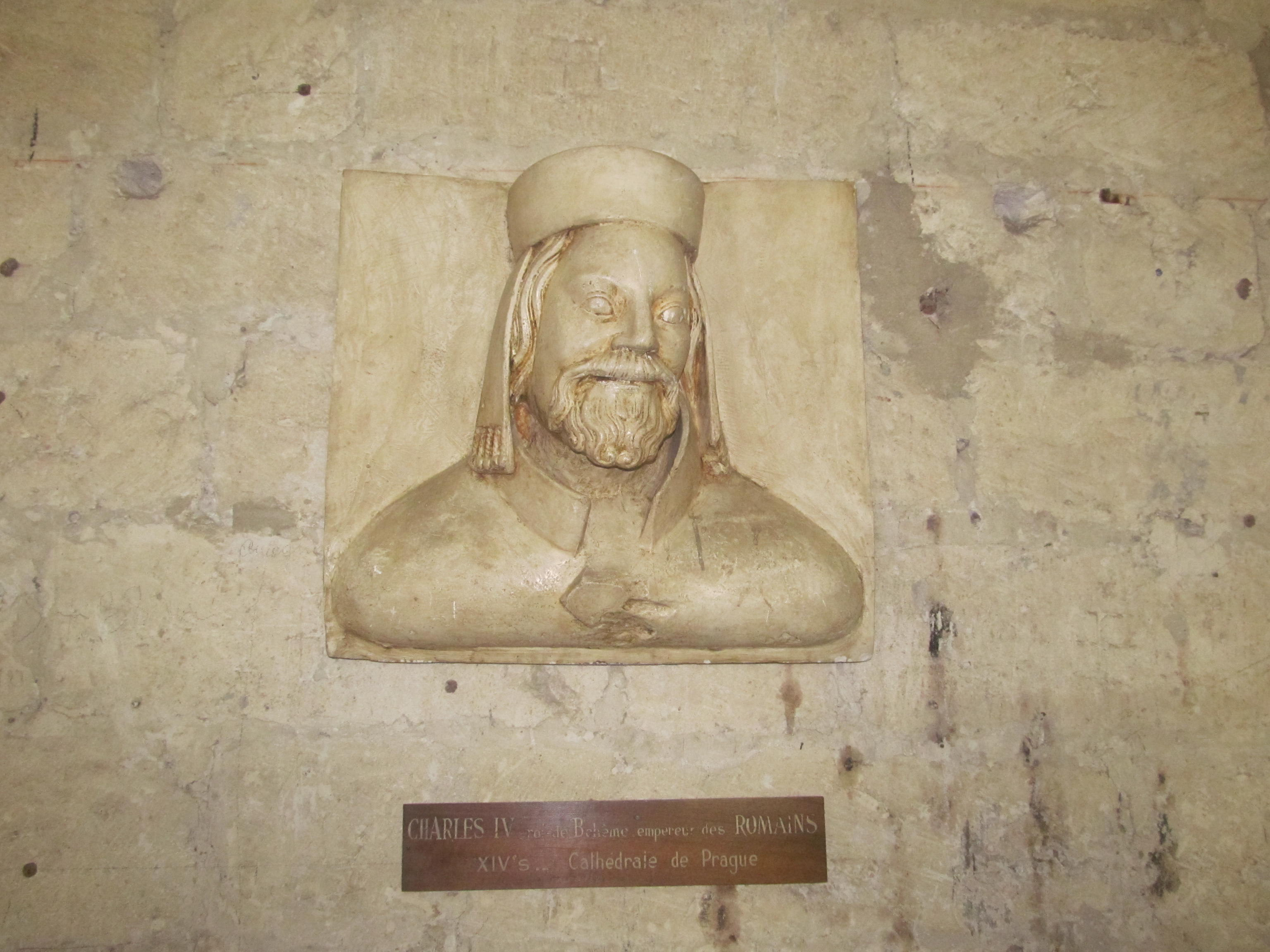
Kopie Parléřovy busty Karla IV. v papežském paláci

V roce 1304 po krátkém pontifikátu zemřel papež Benedikt XI. a francouzský král Filip IV. Sličný chtěl z papežství vytvořit vlastní mocenský nástroj. Francouzský vliv v kolegiu kardinálů byl tehdy velmi silný a tak byl roku 1305 papežem zvolen arcibiskup z Bordeaux jako papež Klement V., který se na své kněžské svěcení vůbec neobjevil v Římě, ale zůstal ve Francii a byl vysvěcen v Lyonu. Krátce na to si jako své sídlo zvolil Avignon, který se nacházel na území v majetku papeže.
Klement V. zde sídlil jen provizorně a bydlel v klášteře dominikánů. Jeho nástupce, Jan XXII. se usadil v biskupském paláci, který nechal přestavět a rozšířit. Tento palác stál na svahu jižně od katedrály Notre-Dame-des-Doms.
I přes rozšíření toto sídlo nevyhovovalo papeži Benediktu XII. Rozhodl se jej proto zbořit a na jeho místě začal v roce 1335 jeho stavební mistr Pierre Poisson stavět čtyřkřídlý palác. Tato část se dnes označuje jako Starý palác (Palais Vieux). Jeho nástupce Klement VI. připojil na jihu a na západě velké stavby nazývané Nový palác (Palais Nouveau). Jeho architekt byl Jean de Louvres a jako malíř byl určen Matteo Giovanelli z Viterba. Stavba začal v roce 1342 a rozšířením se palác zdvojnásobil. Papež Inocenc VI. dokončil stavbu po roce 1352.

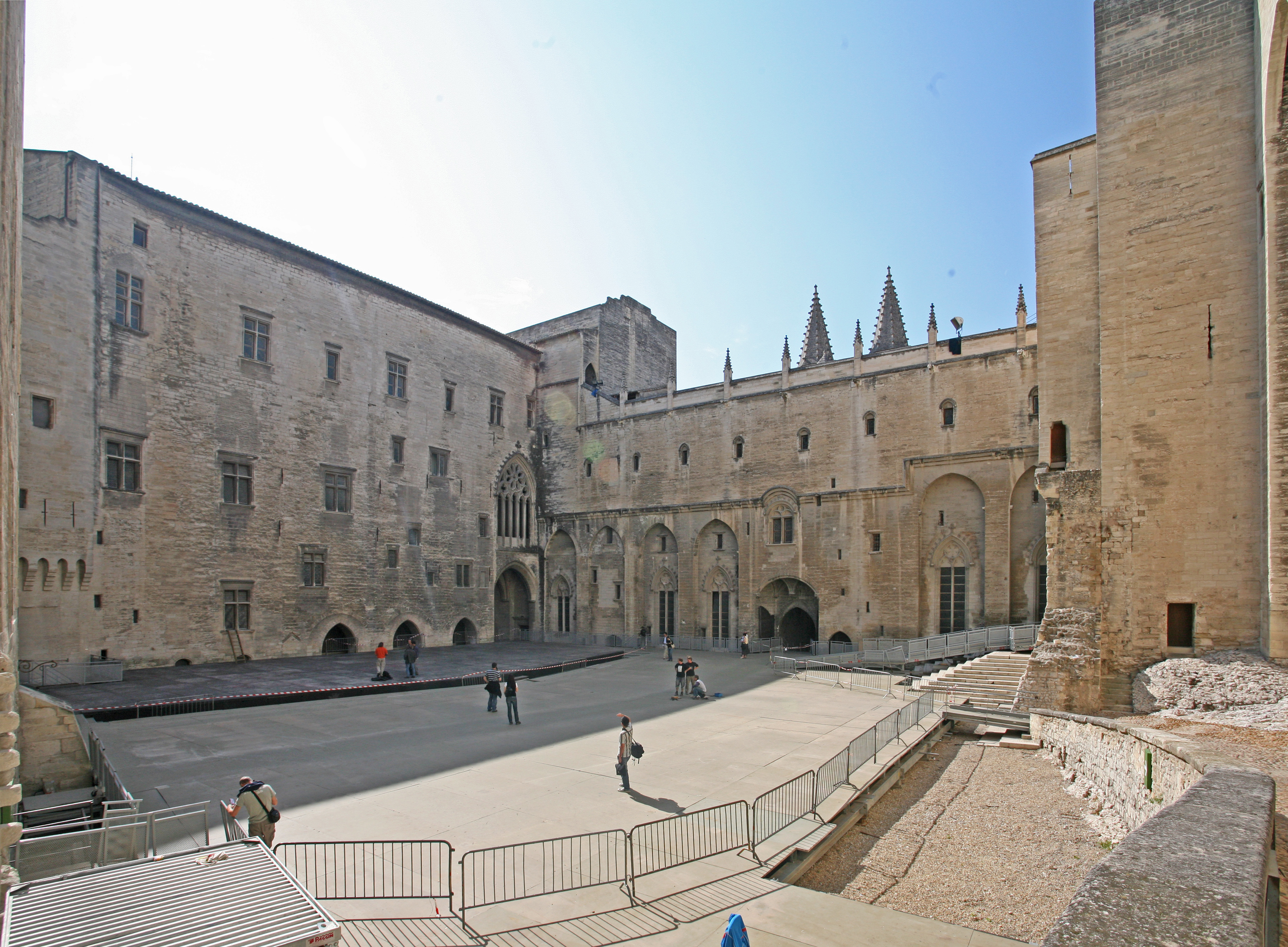
Hlavní nádvoří v Novém paláci

## Architektura
Papežský palác byl založen roku 1334 a dělí se na Starý palác (Palais Vieux), který nechal postavit Benedikt XII. 1334–1342 a Nový palác (Palais Nouveau) Klementa VI., kterého u vstupu zdobí mohutné průčelí s lomeným obloukem a dvě osmihranné věžičky se vstupním portálem (Porte des Champeaux) 1342–1370. Se svými zhruba 15 000 m2 užitné plochy byl jedním z největších hradů své doby. Celý palácový komplex má velmi komplikovaný systém vnitřních prostor.
Palác zřetelně vychází z pevnostní architektonické tradice. Masivní průčelí má množství střílen v charakteristickém tvaru kříže. Horizontální otvory sloužily pro těžké zbraně, vertikální umožňovaly pohyb hlavní pušek dolů na útočníky. V horní části jsou velká podsebití. Budova byla postavena z masivních kamenných kvádrů.

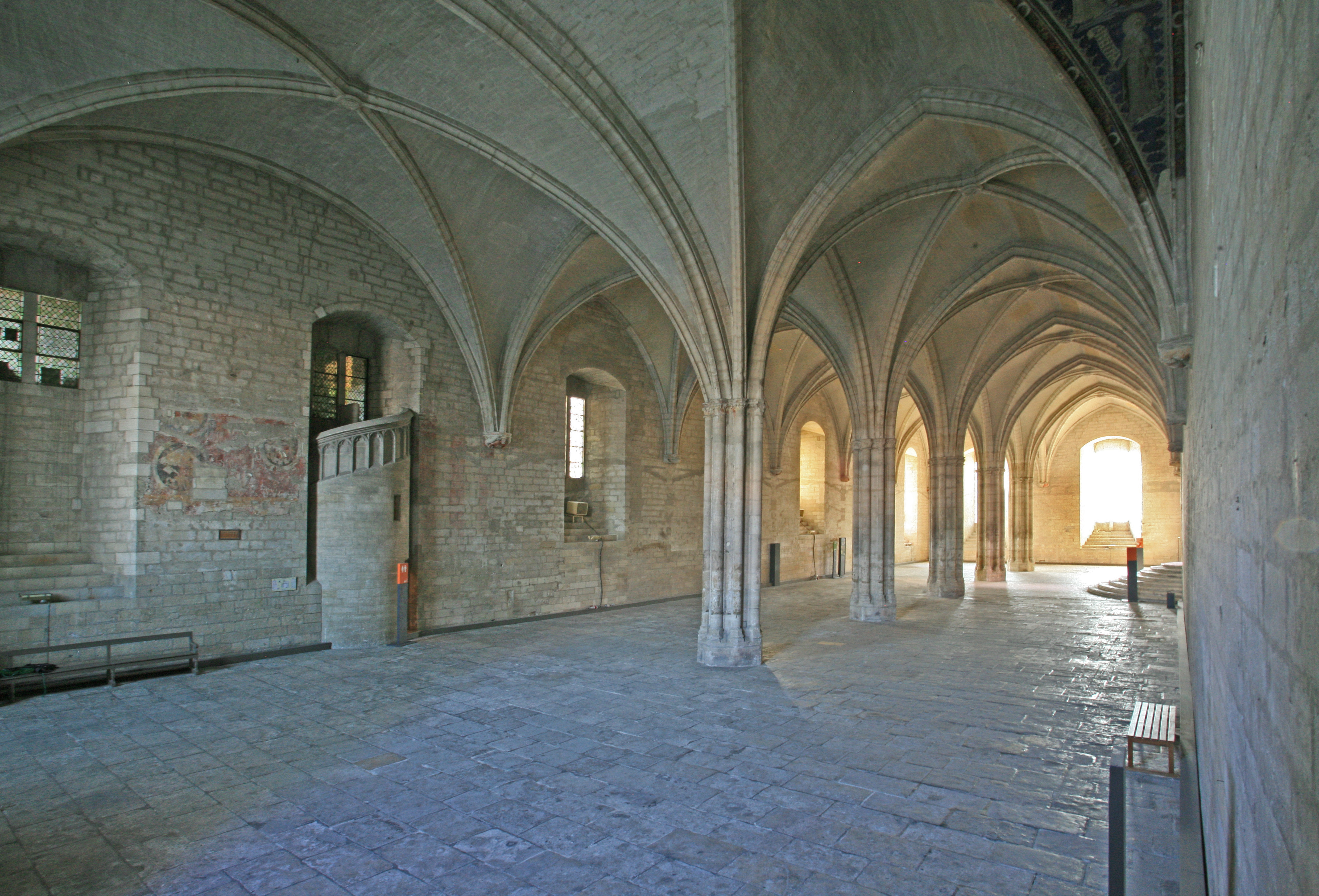
Audienční sál

První nádvoří je tak rozlehlé, že umožňuje i rozsáhlé umělecké produkce. Navenek stavba působí jako pevnost, uvnitř však jasně připomíná zámek. Vnitřní sály jsou obvykle velmi rozsáhlé a v důsledku ničení během Velké francouzské revoluce, kdy bylo jejich drahé vybavení do značné míry odstraněno, prázdné. V roce 1810 byl palác přeměněn na kasárna, což znamenalo konec i pro zbývající umělecké poklady. Množství fresek bylo odstraněno a rozprodáno po částech starožitníkům. Prázdné prostory jsou dnes občas zdobeny nástěnnými koberci a portréty papežů.
Sál konzistoře má rozměry 34×10 metrů. V této místnosti v době Velkého schizmatu zasedal nejvyšší tribunál. Mj. zde byla prohlášena za svatou Brigita Švédská a odsouzen Cola di Rienzo. Největším prostorem paláce je jídelna papeže s velkou dřevěnou valenou klenbou, má délku 48 metrů a šířku 10 metrů.

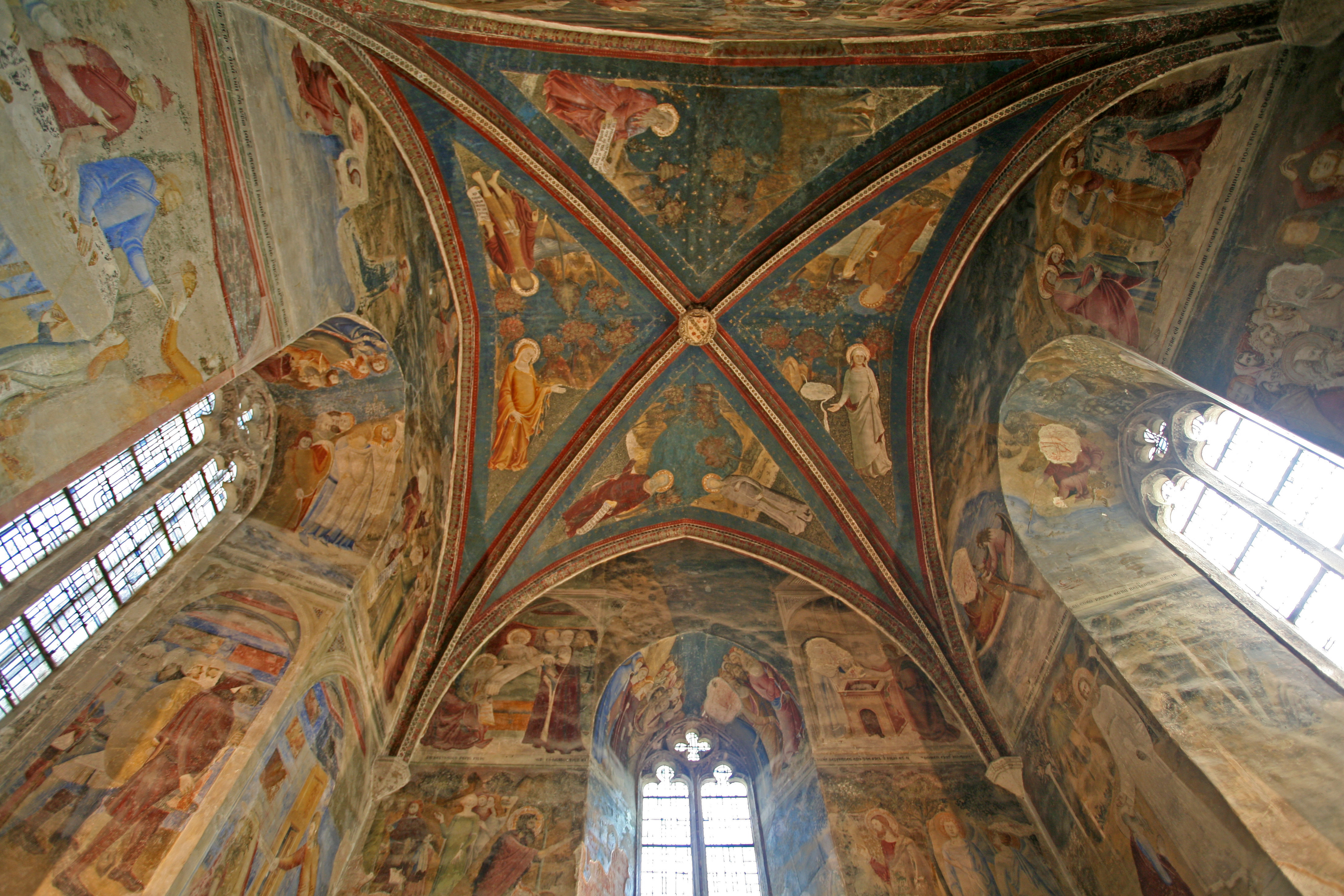
Klenba kaple Saint-Jean

V papežském paláci existuje několik kaplí, včetně kaple Chapelle Saint-Jean. Zde jsou částečně zachované středověké fresky. Nicméně fresky až do výše dvou metrů byly odstraněny a prodány, takže se zachovala pouze vyšší položená část. Dříve se mínilo, že autorem fresek na klenbě byl Simone Martini, který v Avignonu prokazatelně působil. Existuje i názor, který dílo připisuje jeho žákovi, kterým byl Matteo Giovanetti. Ve velké kapli Chapelle Clémentine, dlouhé 52 metrů, široké 15 metrů, vysoké 20 metrů a umístěné nad Grande Audience se konaly mše ajiné liturgické ceremonie, z nichž nejokázalejší byla korunovace papeže.
Z kunsthistorického hlediska je jednou z nejvýznamnějších místností tzv. Jelení pokoj (Chambre du Cerf), který se nachází ve 4.patře Tour de la Garde-Robe na přechodu ze starého do nového paláce. V roce 1343 byl vymalován obrazy se světskými výjevy z lovu. Zatímco ostatní místnosti jsou zdobené výhradně náboženskými tématy, v místnosti o čtvercové základně bylo využito téma, které bylo velmi populární: lov v jeho různých podobách – od sokolnictví po lov se psy. Název sálu byl inspirován vyobrazením na západní straně místnosti, které ukazuje loveckého psa, jak táhne v zubech jelena. Severní stěnu zdobí scény rybolovu se čtyřmi lidmi u rybníka. Papežovi Klementovi VI. sloužil jako pracovna. Dlaždice na podlaze jsou z roku 1963 a byly zhotoveny podle originálních dlaždic, které se dochovaly v pracovně Benedikta XII.

## Sídelní papežové
- Benedikt XII. (1334–1342)
- Klement VI. (1342–1352)
- Inocenc VI. (1352–1362)
- Urban V. (1362–1370)
- Řehoř XI. (1370–1378)
- Klement VII. (1378–1394, vzdoropapež)
- Benedikt XIII. (1394–1409 a 1417, vzdoropapež)
- Klement VIII. (1423–1429, vzdoropapež)
- Benedikt XIV. (1425–1430, vzdoropapež)